# Оливър Лодж
 Тази статия е за британския физики писател.  За британския поет и автор (1878 – 1955) вижте Оливър В. Ф. Лодж.  
Сър Оливър Джоузеф Лодж (на английски: Oliver Joseph Lodge, FRS), (12 юни 1851 – 22 август 1940) е британски физик и писател. Той участва в разработването радиото и е притежател на ключови патенти, свързани с него. Лодж идентифицира електромагнитното излъчване, изцяло независимо от доказателствата на Херц, и в своите лекции от 1894 г. в Кралския институт (" Работата на Херц и някои от неговите наследници „) демонстрира ранен детектор на радиовълни, който той нарича „кохерер“. През 1898 г. му е издаден патент, с който са създадени принципите за настройване на радиоприемник на дадена станция. Лодж е директор на университета в Бирмингам от 1900 до 1920 г.

## Биография

### Произход и образование
Оливър Лодж е роден през 1851 г. в „The Views“, Пенкъл, тогава село в Северен Стафордшир в днешния Стоук он Трент. Той получава образование в гимназията на Адамс, Нюпорт, Шропшир. Негови родители са Оливър Лодж (1826 – 1884) – по-късно търговец на пластична глина (суровина за керамика) в Уолстантън, Стафордшир – и съпругата му Грейс, родена Хийт (1826 – 1879). Лодж е първото им дете. Те двамата имат общо осем сина и една дъщеря. Братята и сестрите на Лодж са сър Ричард Лодж (1855 – 1936), историк; Елеонора Констанс Лодж (1869 – 1936), историк и директор на Westfield College, Лондон; и Алфред Лодж (1854 – 1937), математик.
Когато Лодж е на 12 години, семейството се премества да живее в Уолстънтън. В къщата „Моретън“ на южния край на блатото Уолстънтън той наема голяма стопанска сграда за първите си научни експерименти по време на дългата училищна ваканция.

### В бащината кантора
Лодж напуска обучението си на 14-годишна възраст и започва работа в кантората на баща си. Той се препитава като като агент за B. Fayle & Co, продавайки глина на производителите на керамика. Тази работа го принуждава да пътува чак до Шотландия. Продължава да помага на баща си, докато навършва 22 години.
Нарастващото богатство на баща му дава възможност той да премести семейството си в Чатърли Хаус, Хенли по времето, когато Лодж е на 18 години. Оттам Лодж посещава лекции по физика в Лондон, а също така посещава и института Уеджууд в близкия Бърслем. По това време Чатърли Хаус, където Уеджууд експериментира, се намира само на една миля южно от зала Етрурия. Автобиографията на Лодж припомня, че той започва „нещо като истински експерименти“ около 1869 г.

### Електромагнетизъм и радио
През 1873 г. Дж. К. Максуел публикува „Трактат за електричеството и магнетизма“ и към 1876 г. Лодж го изучава внимателно. Лодж обаче е доста ограничен в математическата физика, както по отношение на способностите, така и по отношение на обучението. Първите му две статии са описание на механизъм (от нишки, мъниста и макари), който може да служи за илюстриране на електрически явления като проводимост и поляризация. Всъщност, Лодж е може би най-известен със своето застъпничество и разработване на теорията за етера на Максуел – по-късно остарял модел, постулиращ среда, носеща вълни, запълваща цялото пространство. Той обяснява своите възгледи за етера в „Съвременни възгледи за електричеството“ (1889) и продължава да защитава тези идеи и през ХХ век („Етер и реалност“, 1925).
Още през 1879 г. Лодж се интересува от генерирането на (и впоследствие открива) електромагнитни вълни, нещо, което Максуел така и обмисля никога. Този негов интерес продължава през 1880-те, но някои пречки забавят напредъка на Лодж. Първо, той разсъждава най-вече по отношение на генерирането на светлинни вълни с много високи честоти, а не толкова на радиовълни с техните много по-ниски честоти. Второ, добрият му приятел Джордж Фицджералд (на когото Лодж разчита за теоретични насоки) го уверява (неправилно), че „етерните вълни не могат да се генерират електромагнитно. По-късно Фицджералд коригира грешката си, но до 1881 г. Лодж заема преподавателска позиция в Университетския колеж в Ливърпул, чиито изисквания ограничават времето и енергията му за изследвания.
През 1887 г. Кралското дружество по изкуствата моли Лодж да изнесе поредица от лекции за мълниите, включително за това защо мълниеприемниците и техните медни проводници понякога не работят, като ударите на мълниите следват алтернативни пътища, преминават през (и увреждат) структури, вместо да бъдат отвеждани от кабелите.
В други експерименти през пролетта и лятото Лодж поставя серия от искрови междини по протежение на две 29-метрови дълги проводника и забеляза, че получава много голяма искра в междина близо до края на жиците, която изглежда съвпада с дължина на вълната на трептене, произведена от лайденска стъкленица, срещащ вълна, отразена от края на жицата. В затъмнената стая той също забеляза сияние по жицата на интервали от половин дължина на вълната. Той приема това като доказателство, че генерира и открива електромагнитните вълни на Максуел. Докато пътува на почивка до Тиролските Алпи през юли 1888 г., Лодж чете в копие на Annalen der Physik, че Хайнрих Херц в Германия е провел собствено електромагнитно изследване и че е публикувал поредица от документи, доказващи съществуването на електромагнитни вълни и разпространението им в свободно пространство. Лодж представя своя собствена статия за електромагнитните вълни по проводниците през септември 1888 г. на срещата на Британската научна асоциация в Бат, Англия, като добавя послепис, потвърждаващ работата на Херц и казващ: „Цялата тема за електрическото излъчване изглежда се развива чудесно.“
През 1900 г. Лодж се премества от Ливърпул обратно в Мидлендс и става първият директор на новия университет в Бирмингам, оставайки там до пенсионирането си през 1919 г. Той ръководи началото на преместването на университета от Едмънд Стрийт в центъра на града към днешния Еджбастън кампус.

## Отличия
Лодж е награден с медал „Ръмфорд“ на Кралското общество през 1898 г. и е удостоен с рицарско звание в чест на коронацията през 1902 г.
На 6 август 1898 г. Лодж получава патент № 609154 за „използването на регулируема индукционна намотка или антенна верига в безжични предаватели или приемници, или и двете“. По този начин са създадени принципите за настройка на желаната радиостанция. На 19 март 1912 г. Лодж продава патента на Marconi Company.